# Новопетровка (Роменский район)
Новопетровка (укр. Новопетрівка) — село, Андрияшевская сельская община, Роменский район, Сумская область, Украина.
Код КОАТУУ — 5924180603. Население по переписи 2001 года составляло 248 человек .

## Географическое положение
Село Новопетровка находится у истоков реки Артополот. На расстоянии в 1 км расположено село Анастасьевка. По селу протекает пересыхающий ручей с запрудой.